# Catalina (porrskådespelare)
Rosalind Vaca, Catalina, även Serena, född 1 juli 1978 i Los Angeles, är en amerikansk porrskådespelare. Hon började som nakenmodell 2000 under sin utbildningstid på California State University i Northridge, för att sedan arbeta heltid i porrindustrin. Hon agerade i runt 300 filmer under åren 2002 - 2008.
Mest känd är hon för sitt mångåriga samarbete med regissören Max Hardcore och hans partner Layla Rivera. Hon medverkade i 45 av hans filmer, vilket är fler än någon annan skådespelerska, och rättigheterna till hennes egen webbsida beslagtogs av amerikanska staten i samband med rättegången mot Hardcore. 
Hon har också arbetat mycket med porrskådespelerskan Summer Luv. 
Catalina har även medverkat i ett antal amerikanska TV-produktioner, bland annat dejtingprogrammet Blind Date 2003 och dokusåpan The 5th Wheel 2003. Den 25 april 2023 arresterades hon för äldremissbruk.

## Priser och nomineringar
- 2001: CAVR Award Nominee – Newbie[6]
- 2003: XRCO Award – Superslut
- 2004: AVN Award Nominee – Best All-Girl Sex Scene (Video)
- 2005: AVN Award Nominee – Best Anal Sex Scene (Video)[7].